# Baby You Don't Wanna Know
Baby You Don't Wanna Know è un singolo dei Sum 41, il secondo estratto dal loro quinto album in studio Screaming Bloody Murder, pubblicato il 15 giugno 2011.

## Video musicale
Il video, pubblicato il 3 agosto 2011 in anteprima sul sito tedesco Myvideo.de, è stato registrato in Germania con una troupe locale a basso budget e consiste in alcuni spezzoni della band in concerto e in visita della città in cui erano in tour.

## Tracce
1. Baby, You Don't Wanna Know – 3:34

## Classifiche
| Classifica           | Posizione massima |
| -------------------- | ----------------- |
| Canada (alternative) | 10                |

## Curiosità
- La canzone appare nella colonna sonora del film Lanterna Verde.